# Schwarzburg-Rudolstadt
Schwarzburg-Rudolstadt byl drobný stát existující v letech 1599–1918, nejprve hrabstvím a později povýšeném na knížectví. Monarchie se nacházela v malé části dnešního Durynska, jejím hlavním městem byl Rudolstadt. Po celou dobu existence zde vládla větev Schwarzburg-Rudolstadt německého rodu Schwarzburgů.

## Historie

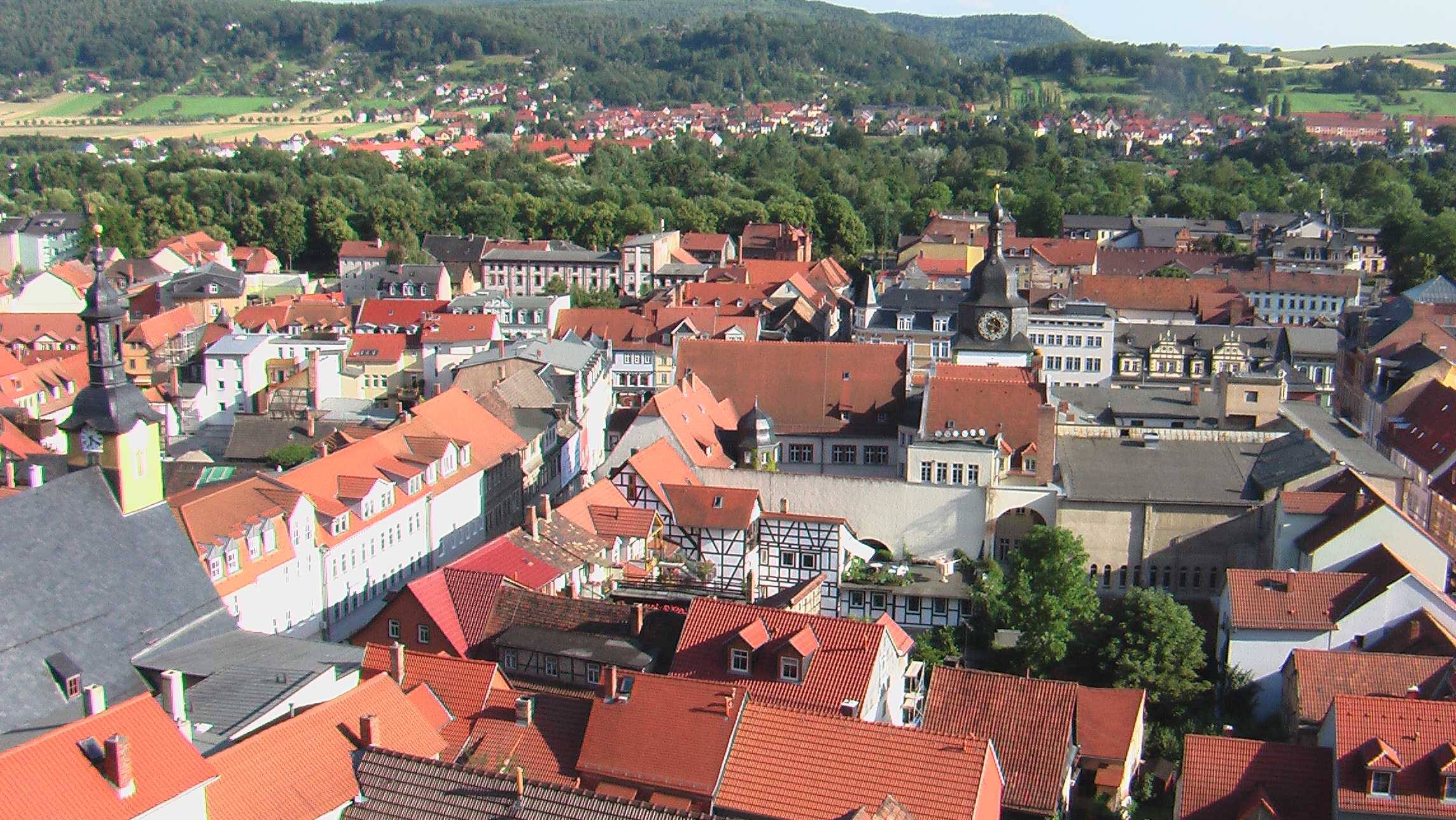
Rudolstadt

Země Schwarzburg-Rudolstadt vznikla v roce 1599, kdy se rod Schwarzburgů rozdělil na dvě větve, Schwarzburg-Sondershausen a Schwarzburg-Rudolstadt, které si rozdělily území držené dynastií. Větev Schwarzburg-Rudolstadt se usadila ve městě Rudolstadt, které se stalo hlavním městem nového hrabství v rámci Svaté říše římské. Zakladatelem státu se stal Albrecht VII., jehož potomci v mužské linii zde vládli až do 20. století. V roce 1711 byla hrabata ze Schwarzburg-Rudolstadtu povýšena na knížata. Po zániku Svaté říše římské v roce 1806 se knížectví Schwarzburg-Rudolstadt stalo postupně členem Rýnského spolku, Německého spolku a Severoněmeckého spolku, roku 1871 pak bylo začleněno do Německého císařství. V listopadu 1918 zaniklo po první světové válce během listopadové revoluce i Německé císařství a jeho jednotlivé monarchie, takže kníže Günther Viktor, od roku 1890 poslední vládce Schwarzburg-Rudolstadtu a v personální unii od roku 1909 i Schwarzburg-Sondershausenu, byl donucen také abdikoval. Z knížectví Schwarzburg-Rudolstadt se v listopadu 1918 stal Svobodný stát Schwarzburg-Rudolstadt, jenž byl v roce 1920 začleněn do Durynska.
V roce 1910 mělo knížectví Schwarzburg-Rudolstadt rozlohu 941 km² a 100 tisíc obyvatel.